# キーノ和歌山

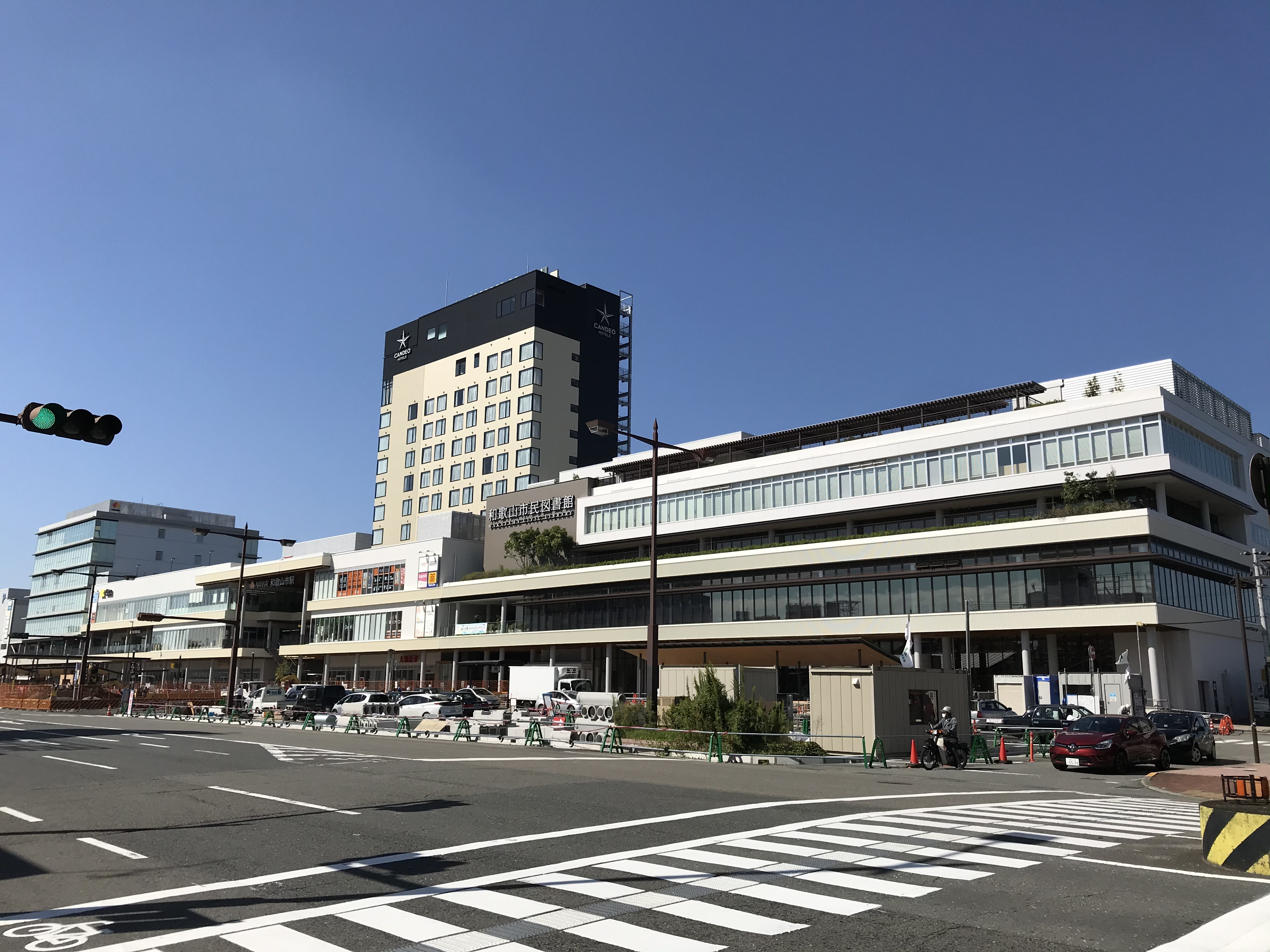
キーノ和歌山

キーノ和歌山（キーノわかやま）は、南海電気鉄道「和歌山市駅」を中心に、オフィス棟（南海和歌山市駅ビル）、駐車場棟、商業棟、ホテル棟、公益施設棟（和歌山市民図書館）からなる複合施設である。

## 歴史
- 2017年（平成29年）
  - 3月15日 - オフィス棟（南海和歌山市駅ビル）が竣工[2]。
  - 7月15日 - 改札を2階から1階に移設して供用開始[3]。
- 2018年（平成30年）6月 - 駐車場棟が竣工。
- 2019年（令和元年）
  - 8月 複合施設全体の名称「キーノ和歌山」を発表[1]
  - 12月19日 - 公益施設棟の和歌山市民図書館が一部開館。
- 2020年（令和2年）
  - 6月5日 - 商業ゾーンがグランドオープン[4]、公益施設棟の和歌山市民図書館が全面開館。
- 2020年（令和2年）7月3日 - ホテル棟にカンデオホテルズ南海和歌山がオープン[5]。

## オフィス棟

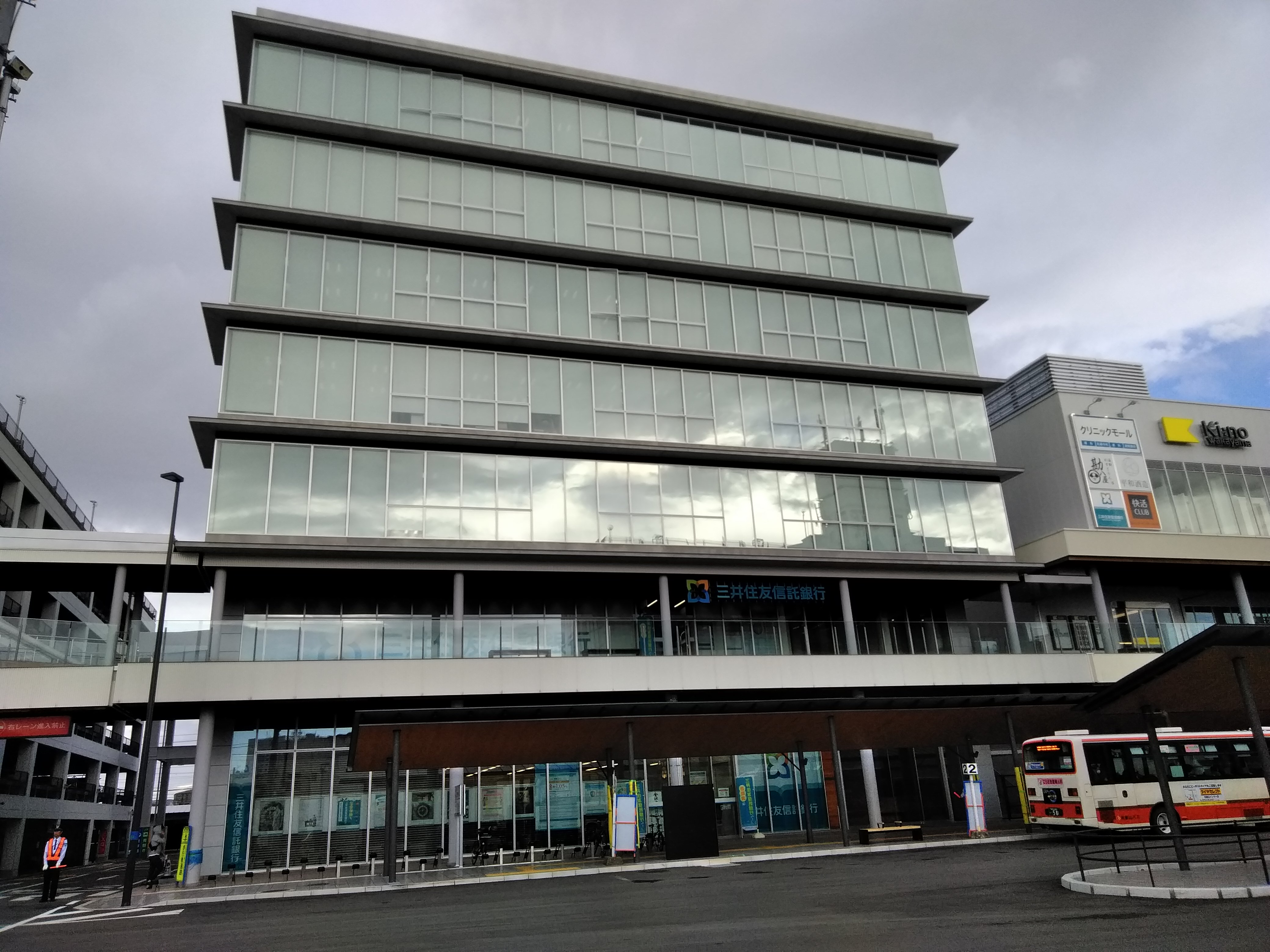
オフィス棟

和歌山市駅再開発の第1期計画として南海の単独事業により建てられた。南海和歌山市駅ビルとも呼ばれる。設計は竹中工務店大阪一級建築士事務所、施工は竹中工務店・南海辰村建設共同企業体。
7階建てで、1階と2階には三井住友信託銀行和歌山支店が、3階から7階にオフィステナントが入り、5階には総務省統計局の統計データ利活用センターと、和歌山県データ利活用推進センターがある。

## 駐車場棟

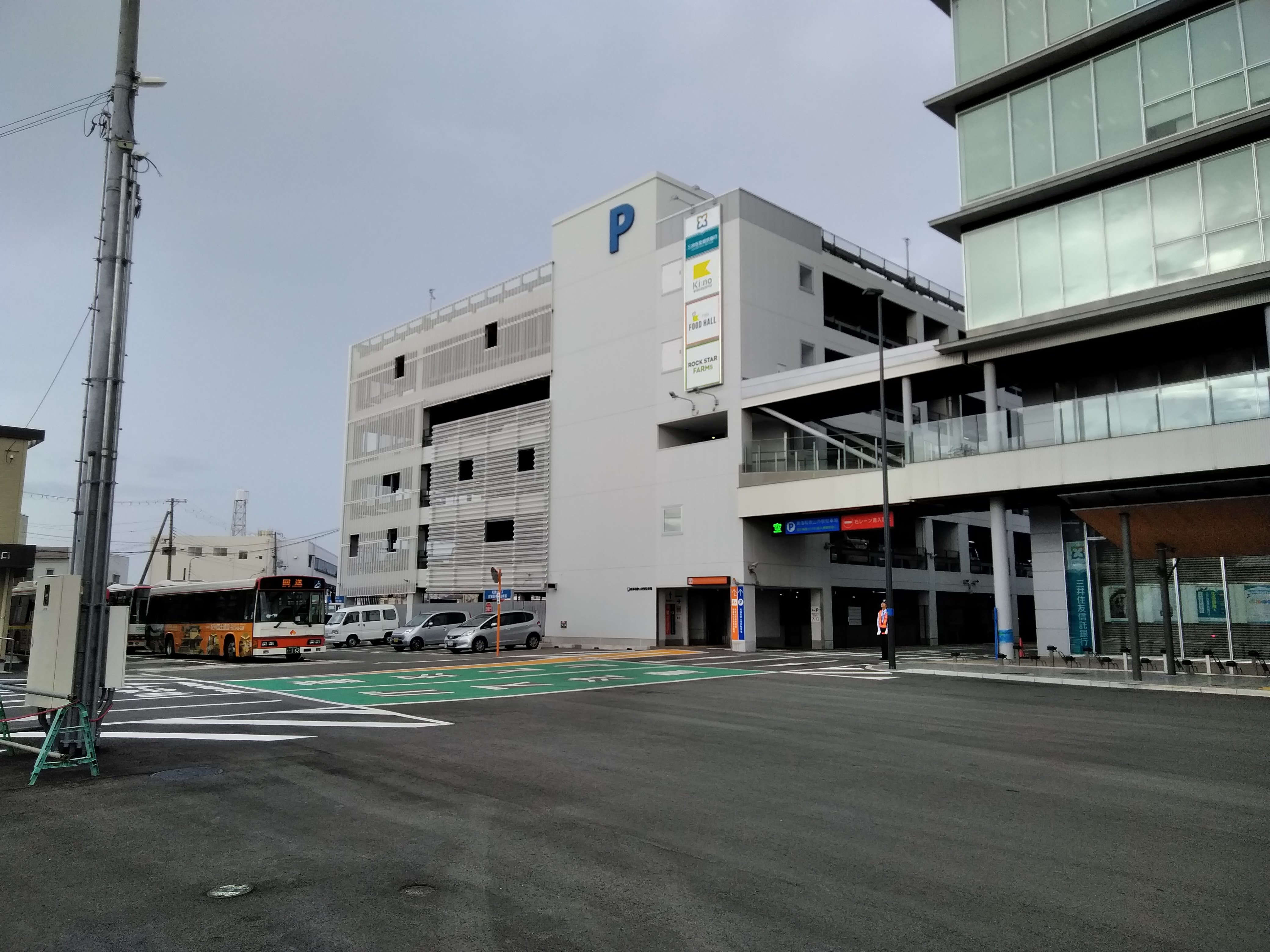
駐車場棟

和歌山市駅再開発の第2期計画として、南海と和歌山市などが共同実施した「和歌山市駅前地区第一種市街地再開発事業」により建てられた。
1階に和歌山市の「市駅前原動機付自転車駐車場」が入り、2階から屋上は南海和歌山市駅駐車場となっている。

## 公益施設棟

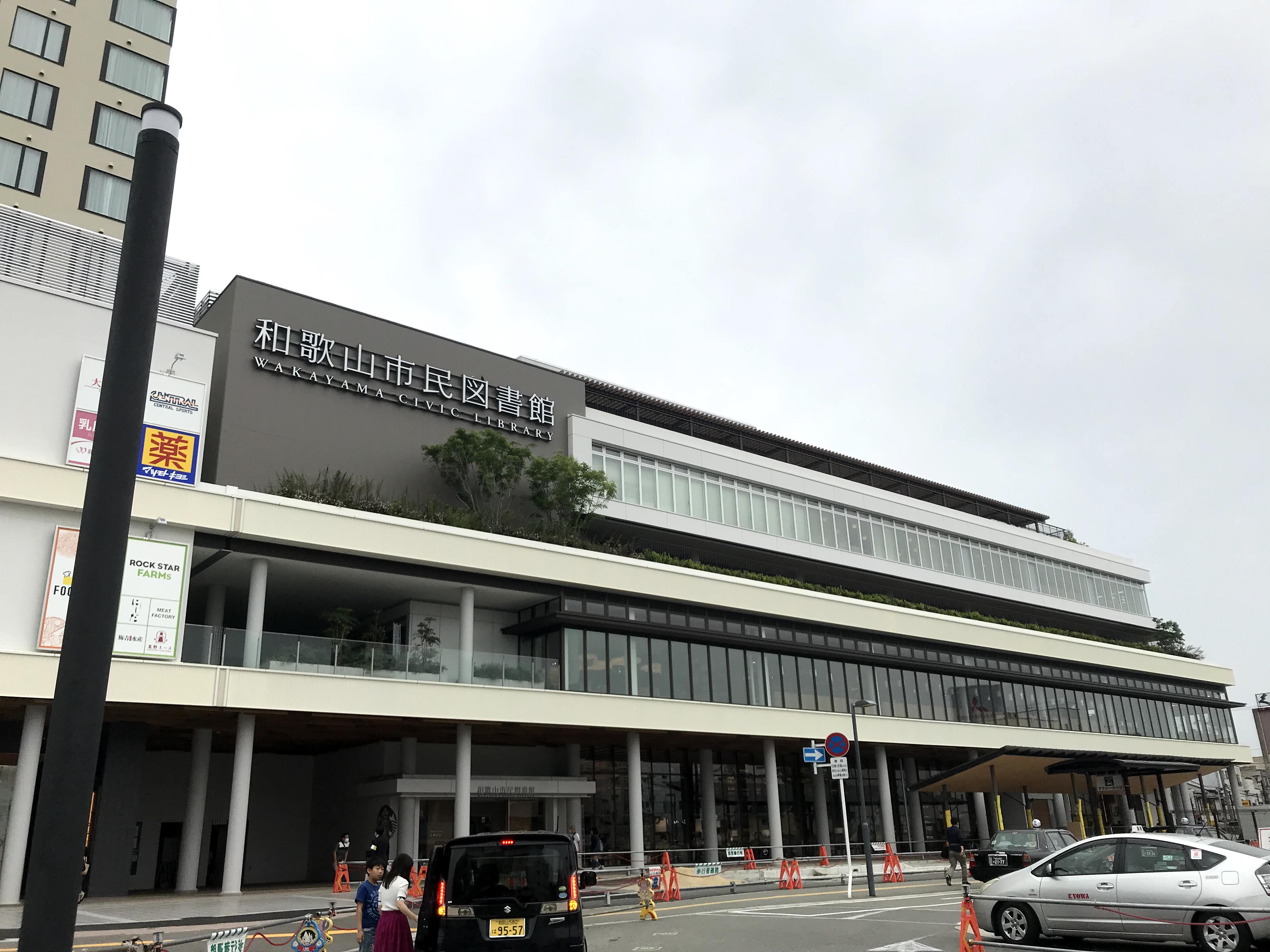
公益施設棟

和歌山市駅再開発の第2期計画として、南海と和歌山市などが共同実施した「和歌山市駅前地区第一種市街地再開発事業」により建てられた後、和歌山市が買い取った。
和歌山市民図書館及びその指定管理の目的外使用となる蔦屋書店とスターバックス コーヒー 蔦屋書店 和歌山市民図書館店のほか、中2階には市駅前自転車駐車場（駐輪場）、4階に一般社団法人 市駅グリーングリーンプロジェクトが運営する和歌山市地域子育て支援拠点施設「育ちのえき くすの木」を設置している。

## 商業棟

### 概要
和歌山市駅再開発の第2期計画として、南海と和歌山市などが共同実施した「和歌山市駅前地区第一種市街地再開発事業」により建てられた。商業棟はホテル棟の1階から3階までとともに商業ゾーンを構成する。商業棟の屋上階は駐車場となっており、駐車場棟と通路でつながっている。
商業ゾーンは南海電気鉄道が運営するショッピングモールである。1階には和歌山県としては初となるマツモトキヨシが出店し、47都道府県すべてで出店した。

### 店舗
1階　日常を彩るデイリーユースフロア
- ロックスターファームズ（生鮮食品館）
- マツモトキヨシ[注釈 2]
- 麺屋 丈六
- カフェ・酒場 プロント
- 大和証券　和歌山支店
- 和歌山バス案内所　乗車券販売所

2階　和歌山を感じる”レストラン”のフロア
- 鰻水木（うなぎみずき）
- そば うどん 信濃路
- 海鮮れすとらん 勘八屋
- 蒸しダイニング MusuMusu
- きた川 牛侍
- 厚切りとんかつ よし平
- KISHU CHAYA 玉林園
- ギャートル
- 太平洋酒場
- 平和酒店（平和酒造のコンセプトショップ）
- デザイ工
- 保険クリニック
- 大和証券 和歌山支店

3階　生活に寄り添う“美と健康”のフロア
- 和歌山アカデミアスキンクリニック
- あかまつ消化器内科・内視鏡クリニック
- 和歌山ブラストクリニック
- 医療法人英悠会 眼科松本クリニック市駅院（2020年10月31日をもって一時休院[21]）
- フタツカ薬局
- 内科・生活習慣病くらしクリニック
- ナチュラルガーデン
- ジール インスタイル
- セントラルスポーツジムスタ24
- 快活CLUB

## ホテル棟

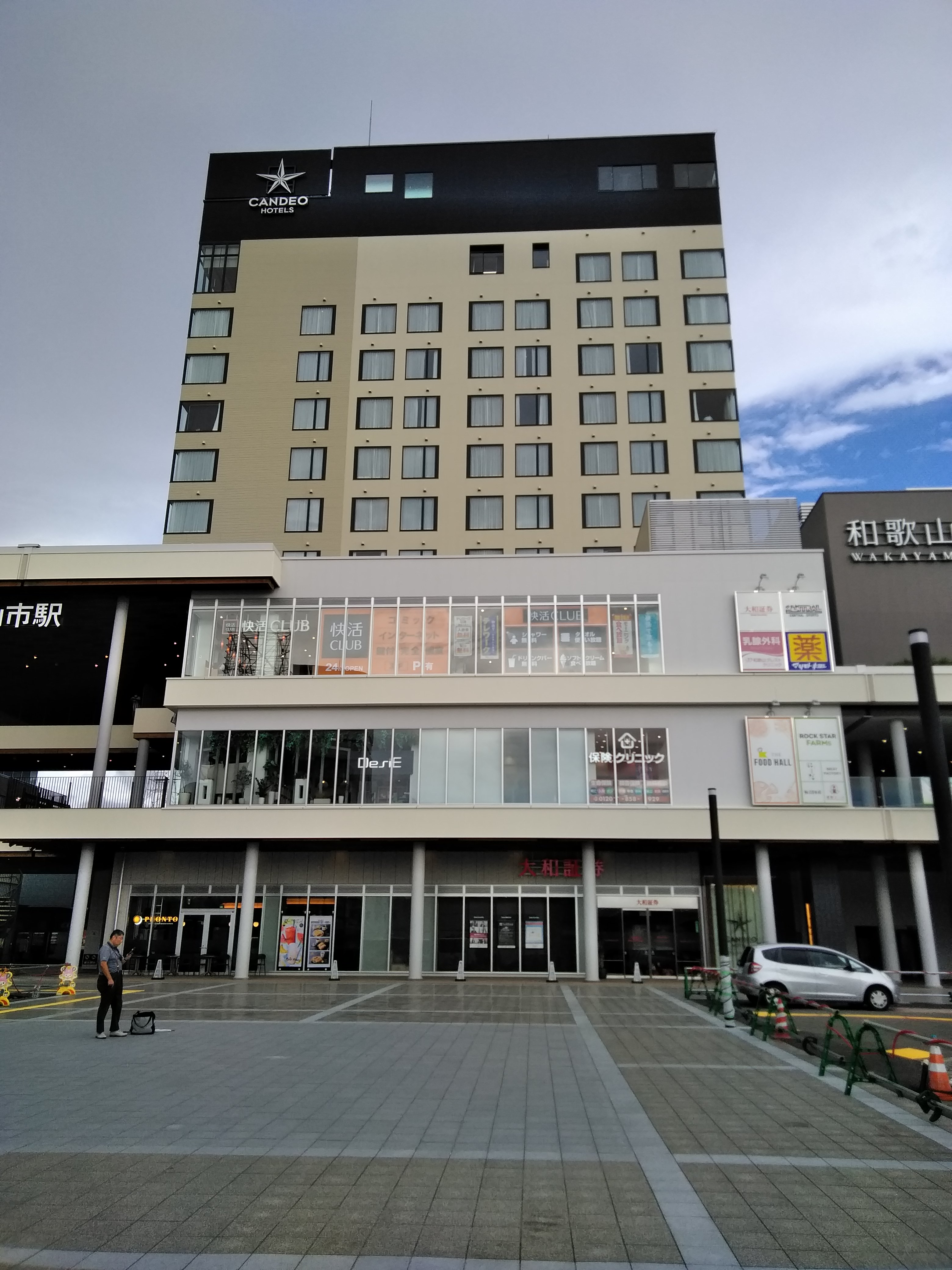
ホテル棟

和歌山市駅再開発の第2期計画として、南海と和歌山市などが共同実施した「和歌山市駅前地区第一種市街地再開発事業」により建てられた。12階建てで4階以上に「カンデオホテルズ南海和歌山」が入る。1階から3階までは商業棟とともに商業ゾーンを構成する。